# طوم فورسيث
طوم فورسيث (بالإنجليزية: Tom Forsyth)‏ (23 يناير 1949 بغلاسكو في المملكة المتحدة - 14 أغسطس 2020) هو مدرب كرة قدم ولاعب كرة قدم بريطاني في مركزي قلب الدفاع والدفاع، شارك في كأس العالم 1978. وشارك مع منتخب اسكتلندا لكرة القدم. أما مع النوادي، فقد لعب مع نادي رينجرز ونادي ماذرويل ورابطة كرة القدم الاسكتلندية الحادية عشر ‏.

## مسيرته الكروية
لعب طوم فورسيث خلال مسيرته الاحترافية مع ناديين في ستة عشر موسمًا وسجل خلالها 19 هدفًا ضمن 381 مباراة. حيث فاز في خمسة مواسم بالكأس وفي ثلاثة مواسم بالدوري.
خاض طوم فورسيث مسيرته مع نادي ماذرويل في موسم 1967–68 ليلعب معه ستة مواسم، مشاركًا في 151 مباراة سجل خلالها 17 هدفًا. ثم انتقل إلى نادي رينجرز في موسم 1972–73 ليلعب معه عشرة مواسم، حيث شارك في 230 مباراة سجل خلالها هدفين.

## وصلات خارجية
- طوم فورسيث على موقع الاتحاد الدولي (مؤرشف)  (الإنجليزية)
- طوم فورسيث على موقع الاتحاد الإسكتلندي (الإنجليزية)
- طوم فورسيث على موقع قاعدة بيانات كرة القدم.إي يو (الإنجليزية)
- طوم فورسيث على موقع ناشيونال فوتبول تيمز (الإنجليزية)